# José Pedro de Morais
José Pedro de Morais Júnior (Cuíto, 20 de dezembro de 1955) é um economista, empresário e político angolano.
É formado em ciências económicas pela Universidade Paris-Sorbonne (França). Ingressou no serviço público do Estado angolano em 1977, quando tinha 22 anos, dois anos depois do país ter conquistado a independência.
Serviu como Ministro do Planeamento e da Coordenação Económica de 1992 a 1996, Representante de Angola Junto ao Fundo Monetário Internacional e como Ministro das Finanças de dezembro de 2002 a outubro de 2008, substituindo Júlio Marcelino Vieira Bessa. Em janeiro de 2015, foi nomeado Governador do Banco Nacional de Angola, ocupando funções até março de 2016.
Sua carreira empresarial inclui participações bancárias no BNI Angola e no Banco Keve, e em empresas de seguros, jogos de sorteios, rede escolar, bebidas, hotéis e casinos. Também controla fazendas no Cuanza Sul e propriedades imobiliárias em Portugal e nos Estados Unidos.